# Fiorello La Guardia
Fiorello Enrico La Guardia (también escrito a veces LaGuardia; 11 de diciembre de 1882-20 de septiembre de 1947) fue un político estadounidense, alcalde de la ciudad de Nueva York entre 1934 y 1945.

## Biografía
La Guardia se crio en Arizona y a la edad de 16 años se mudó con su familia a la ciudad natal de su madre, Trieste (ahora en Italia). Fue empleado en los consulados de los Estados Unidos en Budapest y Fiume (ahora Rijeka, Croacia) antes de regresar a los Estados Unidos en 1906. Era lingüista y dominaba los idiomas italiano, yiddish, francés, alemán, húngaro y croata. Mientras trabajaba en Ellis Island como intérprete para el Servicio de Inmigración de los Estados Unidos, estudió derecho en la Universidad de Nueva York y fue admitido en la barra de abogados en 1910.

## Alcaldía
Fue alcalde de la ciudad de Nueva York entre 1934 y 1945, siendo uno de los más populares de la historia de la ciudad. Su gobierno coincidió con la Gran Depresión y fue uno de los principales impulsores del New Deal. 
De familia italiana, Fiorello nació en el Bronx; su primer empleo consistió en hacer de intérprete para el Servicio de Inmigración de Estados Unidos con los inmigrantes que llegaban a la isla de Ellis mientras se licenciaba en Derecho en la Universidad de Nueva York.
En 1916 fue elegido miembro de la Cámara de Representantes. La entrada en la Primera Guerra Mundial supuso una pausa en su actividad política, ya que se alistó en la Fuerza aérea estadounidense. Tras el armisticio desarrolló junto a George Norris la ley Norris-LaGuardia, la cual restringió el poder del Congreso para prohibir las huelgas.
Elegido alcalde, con su dinamismo restauró la vitalidad económica de Nueva York. Sus masivos programas de obras públicas, administrados por el Comisionado de Parques Robert Moses, les dieron empleo a miles de neoyorquinos desempleados. Con su constante campaña en búsqueda de fondos federales logró que Nueva York desarrollase su infraestructura.
LaGuardia es recordado por leer en la radio las historietas de los periódicos durante una huelga de la prensa en 1945, y también por impulsar la creación de un aeropuerto comercial dentro de la ciudad (Floyd Bennett Field, y posteriormente el Aeropuerto LaGuardia).
Falleció en 1947. En la actualidad hay una estatua en el parque de Greenwich Village que le recuerda, además de dar nombre al aeropuerto homónimo, también en Nueva York. También un centro de enseñanza adoptó su nombre; allí estudió Liza Minnelli.

## Interpretaciones
En 1960 el actor Tom Bosley interpretó al alcalde en el musical Fiorello!, ganando por su papel el Premio Tony al Mejor actor principal en un musical.